# Jyū Ō Sei
Jyu Ō Sei (獣王星?) es una de serie de manga y anime japonesa que está basada en el manga homónimo que se publicó a partir de 1995  y consta de 5 tomos, original de Natsumi Itsuki.

## Sinopsis
En el año 2436, los seres humanos han colonizado un "sistema solar" llamado Balkan, que además de sus 10 planetas habitables cuenta con 2 colonias espaciales. A pesar de ser habitables, llegar a vivir 30 años es casi imposible sin una operación especial, y aun llegar los 50 es del todo imposible.
Thor y su hermano gemelo Rai viven en Juno, una de las colonias espaciales. Un día sus padres son asesinados y ambos son secuestrados y abandonados en un peligrosísimo planeta carcelario llamado Quimera, dejándoles solamente una navaja láser y un saquito con un contenido maloliente. En este planeta las plantas atacan a las personas, las personas se convierten en bestias para sobrevivir y la única forma de salir de él es convertirse en Jyo Ō (Rey Bestia).

## Personajes principales
Thor Klein: Es un chico de 11 años, es de pelo plateado y ojos azules, en el pasado vivía con su hermano Rai quien quiere ser un científico, un día vuelven a su casa y ven como estaban su madre y padre muertos, son llevados a quimera y comienza su aventura.
Tiz: Es una chica de 13 años que ayudó a Thor antes de que fuera asesinado por la Musa, no solamente en ese momento lo ayuda también antes de ser golpeados por los del anillo Ocre (ya que él ha matado al segundo jefe), ella está enamorada de Thor, (aunque sea un crío) por eso siempre quiere un hijo de Thor para el kō no tsuki pero siempre se niega.
Sigurd Heiza(tercero): Es el tercer líder del anillo ocre es simpático, pero lo que realmente quiere es que Thor se convierta en Jyo Ō(rey bestia) quien hace muchas cosas para que se vaya, el solo le gusta que le llamen tercero pero dicen su nombre el capítulo 10 ya que es el teniente de la estación espacial de quimera, su sueño es ir a la tierra pero después de saber porque fue destruida hace más de 130 de años, desde ese entonces se suicida.
Zagi: Es el líder del anillo blanco, en el primer capítulo le dice a Thor que mate a Rai y le enseña enfrentarse a un Calypso, después de eso pasan 3 años él le dice que los Jyo Ō son matados, Thor queda pensativo desde ese incidente pero después se enamora de Karim quien muere y le hecha la culpa a Zagi quien tiene una pelea que decidirá quien es el jyo Ō gana Thor cortando le el estómago, Zagi sobrevive porque Thor no le dio el golpe de gracia, lo trata de matar uno de los del anillo noche pero Tiz lo cubre acaba muriendo ella.

## Personaje secundarios
Rai Klein: Es el hermano de Thor, son gemelos pero se nota mucho la diferencia Rai es más crío que Thor, él se agota más mientras corre y Thor lo intenta matar pero se arrepiente, llegan unos soldados del anillo Ocre junto con el segundo líder, Thor mata al líder y a los demás, sin embargo uno dispara con lo que despiertan una Musa y matan a Rai.
Líder de Ocre: Es el líder del anillo Ocre es malvado y grosero trata mal a todos, se enoja con Thor por matar al segundo jefe pero le perdona por ser fuerte, el trata mal al tercero porque él está enamorado de Chen eligió a al tercero en el kō no tsuki, un día le dice al tercero que recoja el vaso y Thor se enoja y lo reta en un Try, acaba ganando Thor matándolo. 
Chen: Es la líder del anillo del Sol ella busca a Tiz porque no puede dejar el clan, Thor la reta ganando el, ella le enseña a Thor como matar a una Verasona, el líder del anillo Ocre está enamorado de ella pero ella no se fija en el si no en el tercero, un día es retada por un Try gana ella pero pierde una pierna.
Colin: Es un anciano que al igual que Thor fue abandonado en quimera, él le cuenta quien mató a sus padres, muere porque el tercero le tira unas plantas carnívoras.
Karim: Es la segunda líder del anillo Blanco, luego de advertirle a Zagi acerca de lo peligroso que es Thor, este la expulsa del anillo y se va luego de no saber que hacer sin Zagi ni el anillo, pero luego de que Thor la salva la hace parte del anillo Ocre, así como admitiendo su amor hacia ella, pero sin embargo aún se siente confundida acerca de sus sentimientos hacia Zegi, siendo luego asesinada, admitiendo en sus últimos minutos que ella esperaba tener hijos de ambos. En el capítulo 10 se revela quien es su asesino.
Jeso: Es el líder del anillo noche, aparece en el capítulo 6 entrenando con pesas cuando aparece el lobo blanco (Zagi) y le mata, antes de morir le envía un mensaje a Thor para decirle sobre el ataque.
Yuuki: Es el nuevo líder del anillo sol después de que chen perdiera la pierna, es amable y muy fuerte, es matado por el lobo blanco(Zagi).
Dr. Loki:Es el ayudante de Odin es un científico que le quita el ADN a los jyo Ō, muere mientras va a Valkiria, comido por una Verasona.
Odin: El mato los padres de Thor, se ven la cara el capítulo 10 ahí le cuenta que Thor es la salvación de Quimera.

## Plantas
Calypsos:Son árboles que tienen una savia maloliente que aleja a las planta, Zagi le enseña a Thor a sacar la savia para defenderse de las plantas, sus crías(manzana, naranja y pera) las protegen con su vida, para matarlas se deben quemar.
Musa: Es casi la más poderosa de las plantas después de la Verasona son las raíces de los árboles que no se pueden matar, si se dispara ellas despiertan y crean un tipo de terremono que mata a cualquiera que está ahí, estas matan a Rai en el capítulo 1 que también casi matan a Thor salvado por Tiz.
Verasona: Son las más poderosas de todas, la única forma de matarlas es destruyendo el bulbo, Chen distrae una de ellas y Thor destruye el bulbo, una mata a Loki mientras estaba salvando a Thor y a Tercero. 

## Kō No Tsuki
Es el mes de los embarazo ya que las mujeres son solo un 20% ellas tienen que elegir de quien se embarazan, Tiz eligió a Thor pero siempre se niega, en el capítulo 10 acepta pero muere Tiz y la pierde, Chen eligió a tercero pero también se niega ya que es estéril.

## Anillos
Son los clanes que hay en quimera son gobernados por tres personas, son cuatro anillos:
Ocre:Es el anillo en el que esta Thor, era dominado por el líder, después por el segundo que mató Thor y después el tercero (Sigurd Heiza), rato después Thor pasa por casualidad a retar al líder siendo el ganador y convirtiéndose en el nuevo líder, Tiz es la segunda.
Sol: Es el anillo en que la líder es Chen, la segunda es Tiz y el tercero no se sabe, después Chen se enfrenta a un Try gana pero pierde una pierna haciéndola no líder, el nuevo es Yuuki, después Tiz se retira porque piensa quedarse con Thor, siendo su segunda.
Noche: Es el anillo que son expertos en las noches, el líder es Jeso que rato después es matado por el lobo blanco (Zagi), los otros líderes no lo dicen en la serie, uno de los soldados del anillo noche trata de matar a Zagi, pero lo cubre Tiz y muere ella.
Blanco:Es el anillo en que el líder es el lobo blanco o Zagi, Karim es su segunda, atacan al anillo Noche destrullendolo por completo.

## Jyo Ō
Es la única forma de salir del planeta de Quimera, para volverse Jyo Ō hay que vencer a todos los líderes de los diferentes clanes, Jyo Ō significa rey bestia, cuando Thor esta en Valkiria es atacado por los Jyo Ō del pasado.

## Try
Es un reto a muerte que se le hace a un jefe si es que no le gusta sus reglas, si gana es el nuevo líder, Thor reta al líder del anillo Ocre hasta que lo mata, después Thor es el nuevo líder.